# Ambasada RP w Chartumie
Ambasada Rzeczypospolitej Polskiej w Chartumie, Ambasada Rzeczypospolitej Polskiej w Republice Sudanu – misja dyplomatyczna Rzeczypospolitej Polskiej w Republice Sudanu istniejąca w latach 2022–2024 kierowana przez Michała Murkocińskiego.

## Historia
Polska nawiązała stosunki dyplomatyczne z Sudanem w 1956. W państwie tym do 2019 akredytowany był ambasador RP w Kairze.
29 marca 2019 mianowano osobnego ambasadora RP w Sudanie, będącego ambasadorem wizytującym.
Ambasada RP w Chartumie powstała na mocy decyzji ministra spraw zagranicznych RP Zbigniewa Raua z 11 października 2022, wchodzącej w życie z dniem 20 listopada 2022. Ambasada rozpoczęła działalność w listopadzie 2022. Koszt jej uruchomienia przewidziano na 109 850 USD. Funkcje konsularne na terytorium Sudanu wykonywał konsul RP w Kairze. Pracę konsulatu w Chartumie planowano rozpocząć 1 stycznia 2025, do czego z powodu wcześniejszej likwidacji placówki nie doszło.
Na mocy decyzji ministra spraw zagranicznych RP Radosława Sikorskiego z 26 czerwca 2024 ambasada została zlikwidowana z dniem 31 sierpnia 2024. Jej kompetencje przejął ambasador rezydujący w Kairze.